# Vandellia laotica
Vandellia laotica är en tvåhjärtbladig växtart som beskrevs av Gustave Henri Bonati.
Vandellia laotica ingår i släktet Vandellia och familjen Linderniaceae. Inga underarter finns listade i Catalogue of Life.